# Seth Parker Woods
Seth Parker Woods je americký violoncellista. Pochází z Texasu. Studoval na Huddersfieldské univerzitě v Anglii. Vystupuje jak sólově, tak i v různých suskupeních. Dále působí v orchestru Chineke! a také vystupoval s uskupením SEM Ensemble. Deník The Guardian jej označil za „violoncellistu moci a milosti“. V roce 2016 vydal své první sólové album asinglewordisnotenough. Při svých vystoupeních hraje například skladby Johanna Sebastiana Bacha či Conrada Becka. V roce 2017 spolupracoval s experimentálním skladatelem Spencerem Topelem na vystoupení, při němž hrál na violoncello vyřezané z ledu, které se během představení postupně rozpouštělo. V listopadu 2017 doprovázel velšského hudebníka Johna Calea při jeho newyorském koncertu.